# 藏截苞矮柳
藏截苞矮柳（学名：Salix resectoides）为杨柳科柳属的植物。分布在中国大陆的云南、西藏等地，生长于海拔3,500米至4,200米的地区，一般生于高山地区，目前尚未由人工引种栽培。

## 异名
- Salix annulifera Marq. et Airy Shaw var. glabra P. Y. Mao